# Robert Shaw (chef d'orchestre)
Robert Shaw (Red Bluff, 30 avril 1916 – New Haven, 25 janvier 1999
) est un chef d'orchestre américain, célèbre pour son travail avec le chœur qui porte son nom, avec le chœur et l'Orchestre de Cleveland, ainsi qu'avec le chœur et l'Orchestre symphonique d'Atlanta. 
Shaw a reçu 14 Grammy awards, quatre prix de l'ASCAP, pour ses services en faveur de la musique contemporaine, la première bourse Guggenheim jamais accordé à un chef d'orchestre, un prix pour les chefs d'orchestre Alice M. Ditson, pour sa défense de la musique américaine ; une médaille George Peabody pour sa contribution remarquable à la musique américaine, la baguette d'or de la ligue de l'American Symphony Orchestra pour « service distingué à la musique et aux arts », la Médaille nationale des arts américaine, officier de l'Ordre des Arts et des Lettres en France, du Gramophone Award en Angleterre et en 1991, destinataire du Kennedy Center Honors,.

## Biographie
Shaw naît à Red Bluff, en Californie. Son père, le Rév. Shirley R. Shaw, était pasteur et sa mère chanteuse de concert. Parmi ses quatre frères et sœurs, on trouve également le chanteur Hollace Shaw.
Il fréquente l'université de Pomona, dès 1938 pour ses études de littérature, philosophie et théologie. Peu de temps après l'obtention de son diplôme, Shaw est engagé par le populaire chef d'orchestre Fred Waring pour recruter et faire répéter une chorale (Glee Club) qui devait chanter avec son orchestre. En 1941, Shaw fonde et dirige jusqu'en 1954 à New York, la Collegiate Chorale, un groupe alors remarquable pour son intégration raciale. En 1948, l'ensemble interprète la Symphonie n° 9 de  Beethoven avec l'Orchestre de la NBC sous la direction d'Arturo Toscanini, qui le rend célèbre par sa remarque : « En Robert Shaw j'ai enfin trouvé le maestro que je cherchais » . Shaw continue à préparer les chœurs de Toscanini jusqu'en mars 1954, où ils interprètent le Te Deum, de Verdi et le prologue de Mefistofele de Boito. Le chœur Shaw a participé à la diffusion sur NBC de trois opéras de Verdi : Aida, Falstaff et Un Bal Masqué, tous dirigées par Toscanini. On peut les voir sur les vidéos de la retransmission télévisée d'’Aida (en 1949) et de la Neuvième Symphonie de Beethoven (en avril 1948), dirigée aussi par Toscanini. Shaw salue lui-même à la fin du Beethoven à la télévision.
L'homme d'affaires Charles F. Shaw est cousin au second degré de Shaw, qui passe souvent ses vacances dans son vignoble dans la vallée de Napa.
Il fonde ensuite en 1948 la chorale Robert Shaw, qui a fait de nombreux enregistrements pour RCA Victor, jusqu'à sa nomination à Atlanta. La chorale se produit dans une trentaine de pays, parrainée par le Département d'État américain. Shaw est nommé directeur musical du San Diego Symphony en 1953 et occupe ce poste pendant quatre ans. Ensuite il reprend l'étude de la direction d'orchestre avec George Szell dont il devient l'assistant à l'Orchestre de Cleveland pendant onze saisons. Il prend également en charge le jeune chœur de l'Orchestre de Cleveland et en fait l'un des plus beaux chœurs d'amateurs patronnés par un orchestre symphonique américain. De 1967 à 1988, il est directeur musical et chef d'orchestre de l'Orchestre symphonique d'Atlanta. Dès 1970, il fonde le chœur de l'Orchestre symphonique d'Atlanta et s’emploie à renouveler son succès de Cleveland, en les préparant aux concerts et aux enregistrements avec l'orchestre dont ils portent le nom.
Après avoir démissionné de son poste à Atlanta 1988, Shaw continue cependant de diriger l'Orchestre Symphonique d'Atlanta en tant que "Director Emeritus" et "Conductor Laureate" ; il est l'invité régulier d'autres orchestres comme celui de Cleveland. Il a enseigné dans plusieurs festivals d'été et lors de la semaine de Carnegie Hall, organisant des ateliers pour les chefs de chœur et les chanteurs.
Bien que réputé dans le répertoire classique, Shaw, ne s'y est pas limité. Sa discographie comprend aussi des enregistrements de chants de marins, chant choral, musique sacrée et spirituals, comédie musicale, airs folkloriques irlandais et surtout albums de Noël dont le succès ne se dément pas depuis leur sortie. Avec Shaw, l'Orchestre Symphonique d'Atlanta a fait ses premiers enregistrements, en commençant par un double vinyle intitulé Nativité, en 1976, tiré des concerts de Noël donnés par Shaw à Atlanta, à partir de 1970. Pour le label Telarc, il a réenregistré plusieurs disques numériques d'albums de Noël, précédemment enregistrés pour RCA Victor, notamment The Many Moods of Christmas. Shaw collabore avec Alice Parker, son ancienne élève élève à la Juilliard School), chef d'orchestre réputée et compositrice d'œuvres chorales sur des arrangements de chansons populaires, d'hymnes, de spirituals et de chants de Noël, toujours populaires auprès des chœurs.
Au cours de sa longue carrière, Shaw attire l'attention sur la musique chorale et sa réputation le fait considérer comme le « doyen » des chefs de chœur américains. Il a l'occasion d'encadrer d'un certain nombre de jeunes chefs — notamment Jameson Marvin, Margaret Hillis, Maurice Casey, Ken Clinton, Donald Neuen, Ann Howard Jones et l'actuel directeur du chœur de l'Orchestre Symphonique d'Atlanta et du chœur de Chambre, Norman Mackenzie — et d'inspirer des milliers de chanteurs avec lesquels il a travaillé aux États-Unis. Son travail a lancé de nouvelles normes chorales aux États-Unis et plusieurs de ses enregistrements sont considérés comme des références pour le chant choral.
Il a enregistré de nombreuses grandes œuvres chorales et orchestrales plusieurs fois. Ses interprétations de Haendel (Messie), J. S. Bach (Messe en si), Beethoven (Missa Solemnis), Orff (Carmina Burana), Verdi (Requiem) et d'autres chefs-d'œuvre, demeurent très prisées. Sous l'influence des recherches musicologiques baroques, le premier enregistrement du Messie par Shaw en 1966 utilise un chœur de trente-et-un chanteurs seulement.
Depuis le début de sa carrière, Shaw défend résolument la musique moderne. Il commande un requiem pour Franklin Roosevelt au compositeur Paul Hindemith, d'origine allemande, mais nouvellement naturalisé, en offrant When Lilacs Last in the Dooryard Bloom'd, sur un cycle de poèmes de Walt Whitman, commémorant la mort d'Abraham Lincoln. Shaw en dirige la création mondiale en 1946, avec la Collegiate Chorale et continue à défendre l'œuvre en la donnant jusqu'à la dernière décennie de sa vie. En 1996, il interprète de nouveau l'œuvre lors du 50e anniversaire de la création, à l'Université de Yale, où Hindemith était professeur, lors de la composition de l'ouvrage. En 1998, également à Yale, Shaw reçoit un doctorat honorifique. Il est  également récipiendaire de la Yale Sanford Médaille. Shaw reçoit aussi le prix du mérite du Glee Club de l'Université de Pennsylvanie en l'honneur de sa très grande influence sur la musique chorale masculine.
Shaw a enregistré pour divers labels, commençant par un unique enregistrement pour la Decca américaine et de nombreuses publications pour RCA Victor pendant l'ère du 78 tours. Dans les années 1950 et 1960, Shaw et sa Chorale produisent beaucoup de disques microsillons pour RCA Victor Red Seal Records. À partir de 1977, lors de sa création, la plupart de ses enregistrements paraissent sur le label Telarc. Pour cette firme, il n'a pas seulement dirigé le chœur et l'Orchestre symphonique d'Atlanta, mais aussi le chœur de chambre Robert Shaw, dont beaucoup de membres viennent du chœur de chambre du symphonique d'Atlanta, et le Robert Shaw Festival Singers, un groupe choral réuni pour des ateliers d'été en France. Son dernier enregistrement pour Telarc est le Stabat Mater d'Antonín Dvořák, avec le chœur et les solistes de l'Orchestre symphonique d'Atlanta.
Il était un membre de la fraternité professionnelle de musique internationale, Delta Omicron.
En 1973, Robert Shaw épousa Caroline Bryans Sauls qui eut un fils, Alex Hitz, chef américain.
Shaw meurt à New Haven dans le Connecticut des suites d'un AVC, à l'âge de 82 ans.